# Brinsley Shaw
Brinsley Shaw (18 de marzo de 1876 – 3 de julio de 1931) fue un actor y director cinematográfico de nacionalidad estadounidense, activo en la época del cine mudo, entre los años 1910 y 1927.

## Biografía
Su nombre completo era Sheldon Brinsley Shaw, y nació en la ciudad de Nueva York. Shaw se inició en el cine en 1910, a los 34 años de edad. En su debut en la pantalla fue protagonista, con el papel de un detective, en un cortometraje dirigido por Tom Ricketts para Essanay Studios. Contratado por la empresa fundada por Broncho Billy Anderson, Shaw formó parte del equipo que trabajó con Anderson en numerosos westerns rodados en diversas localidades del Oeste de Estados Unidos. Los más de cuarenta cortos que Shaw rodó entre 1910 y 1913 para Essanay lo vieron, sobre todo, como coprotagonista, casi siempre al lado de Anderson. A mediados de 1913, el actor dejó la productora para pasarse a Vitagraph, compañía en la cual actuó en cuatro películas de Maurice Costello, un famoso actor que solía dirigir sus propios filmes. Posteriormente trabajó para Lubin Manufacturing Company y para otras productoras. 
Además de actuar, entre 1915 y 1917 Shaw dirigió algunas producciones, siendo él el guionista de una de ellas. Continuando con su actividad interpretativa, Shaw coincidió en dos filmes con Rodolfo Valentino. En uno de ellos, A Rogue's Romance (1919), él hacía uno de los papeles principales, mientras que Valentino tenía un personaje de reparto. El otro film, Los cuatro jinetes del Apocalipsis, fue el que lanzó la carrera de Valentino, y en el mismo Shaw únicamente tenía un pequeño papel.
Su última película, The Dove, se estrenó en 1927. La cinta, dirigida por Roland West e interpretada por Norma Talmadge, ganó en la primera edición de los Premios Oscar el Óscar al mejor diseño de producción.
El actor estuvo casado con Hazel Allen Shaw (1882-1970), pero la pareja se divorció en noviembre de 1922. El matrimonio tuvo un niño, muerto en 1911 al poco de nacer, y una niña, Sheldon Shaw Clifton (1913-1960).
Brinsley Shaw falleció en Nueva York en 1931, a los 55 años de edad. Fue enterrado en el Cementerio Kensico, en Valhalla, Nueva York.

## Filmografía completa

### Actor

#### 1910
- The Thief, de Tom Ricketts
- The Masquerade Cop, de Broncho Billy Anderson
- The Marked Trail, de Broncho Billy Anderson
- The Little Prospector, de Broncho Billy Anderson
- A Cowboy's Vindication, de Broncho Billy Anderson
- The Bad Man's Christmas Gift, de Broncho Billy Anderson
- A Gambler of the West, de Broncho Billy Anderson

#### 1911
- The Two Reformations, de Broncho Billy Anderson
- The Bad Man's Downfall, de Broncho Billy Anderson
- The Cattleman's Daughter, de Broncho Billy Anderson
- The Faithful Indian, de Broncho Billy Anderson
- A Thwarted Vengeance, de Broncho Billy Anderson
- Across the Plains, de Broncho Billy Anderson y Thomas H. Ince
- The Sheriff's Chum, de Broncho Billy Anderson
- The Puncher's New Love, de Broncho Billy Anderson
- Forgiven in Death, de Broncho Billy Anderson
- The Hidden Mine, de Broncho Billy Anderson
- The Corporation and the Ranch Girl, de Broncho Billy Anderson
- The Backwoodsman's Suspicion, de Broncho Billy Anderson
- A Pal's Oath, de Broncho Billy Anderson
- A Western Redemption, de Broncho Billy Anderson
- The Girl Back East, de Broncho Billy Anderson
- The Cowboy Coward, de Broncho Billy Anderson
- Broncho Billy's Christmas Dinner, de Broncho Billy Anderson

#### 1912
- The Tenderfoot Foreman, de Broncho Billy Anderson
- The Sheepman's Escape, de Broncho Billy Anderson
- The Loafer, de Arthur Mackley
- The Oath of His Office, de Broncho Billy Anderson
- Broncho Billy and the Schoolmistress, de Broncho Billy Anderson
- The Deputy and the Girl, de Broncho Billy Anderson
- The Prospector's Legacy, de Broncho Billy Anderson
- The Ranch Girl's Mistake, de Broncho Billy Anderson
- The Deputy's Love Affair, de Broncho Billy Anderson
- A Road Agent's Love, de Broncho Billy Anderson
- Under Mexican Skies, de Broncho Billy Anderson
- The Cattle King's Daughter, de Broncho Billy Anderson
- Broncho Billy and the Bandits, de Broncho Billy Anderson
- The Dead Man's Claim, de Broncho Billy Anderson
- Broncho Billy's Gratitude, de Broncho Billy Anderson
- Broncho Billy and the Indian Maid, de Broncho Billy Anderson
- On the Cactus 'Trail, de Broncho Billy Anderson
- Broncho Billy's Narrow Escape, de Broncho Billy Anderson
- A Story of Montana, de Broncho Billy Anderson
- The Smuggler's Daughter, de Broncho Billy Anderson
- A Wife of the Hills, de Broncho Billy Anderson
- Broncho Billy's Pal, de Broncho Billy Anderson
- A Woman of Arizona, de Arthur Mackley
- An Indian Sunbeam, de Broncho Billy Anderson
- The Tomboy on Bar Z, de Broncho Billy Anderson
- The Ranch Girl's Trial, de Broncho Billy Anderson
- An Indian's Friendship, de Broncho Billy Anderson
- The Boss of the Katy Mine, de Arthur Mackley
- Broncho Billy's Love Affair, de Broncho Billy Anderson
- Broncho Billy's Promise, de Broncho Billy Anderson

#### 1913
- Broncho Billy's Brother, de Broncho Billy Anderson
- Broncho Billy's Gun Play, de Broncho Billy Anderson
- The Sheriff's Story, de Arthur Mackley
- The Making of Broncho Billy, de Broncho Billy Anderson
- The Ranchman's Blunder, de Arthur Mackley
- Broncho Billy's Last Deed, de Broncho Billy Anderson
- Broncho Billy's Ward, de Broncho Billy Anderson
- Snow White
- Broncho Billy's Sister, de Broncho Billy Anderson
- Broncho Billy's Gratefulness, de Broncho Billy Anderson
- Broncho Billy's Way, de Broncho Billy Anderson
- Broncho Billy's Reason, de Broncho Billy Anderson
- The Accusation of Broncho Billy, de Broncho Billy Anderson
- Broncho Billy and the Rustler's Child, de Broncho Billy Anderson
- The Crazy Prospector, de Broncho Billy Anderson
- The Ranch Girl's Partner, de Arthur Mackley
- The Last Shot, de Jess Robbins
- The Shadowgraph Message, de Jess Robbins
- The Rustler's Spur, de Jess Robbins
- Alkali Ike and the Hypnotist, de Broncho Billy Anderson
- Across the Rio Grande, de Jess Robbins
- The Dance at Eagle Pass, de Lloyd Ingraham
- The Warmakers, de Maurice Costello y Robert Gaillard
- The Sale of a Heart, de Maurice Costello y Robert Gaillard
- The Golden Pathway, de Maurice Costello y Robert Gaillard
- The Education of Aunt Georgiana, de Maurice Costello y Robert Gaillard

#### 1914
- Fitzhugh's Ride, de Edgar Jones
- In the Gambler's Web, de Edgar Jones
- The Weaker Brother, de Edgar Jones
- A Deal in Real Estate
- A Chance in Life, de Edgar Jones
- Madam Coquette
- The Attorney's Decision
- The Rock of Hope, de Harry Myers
- The Greater Love, de Edgar Jones
- The Hopeless Game, de Harry Myers
- The Bride of Marblehead, de Harry Myers
- Thumb Prints and Diamonds, de Joseph W. Smiley
- Love Triumphs, de Harry Myers
- His Night Out, de Allen Curtis
- The Unknown Country
- The Little Gray Home, de Harry Myers
- The Accusation, de Harry Myers

#### 1915
- Fathers Three, de Harry Myers
- Men at Their Best, de Harry Myers
- The Cards Never Lie, de Harry Myers
- The Hard Road, de Harry Myers
- A Romance of the Backwoods, de Harry Myers
- The Danger Line, de Harry Myers
- Playing with Fire
- The Law of Love
- Saved by a Dream, de Harry Myers
- The Artist and the Vengeful One, de Harry Myers
- Indiscretion, de Edgar Jones
- Father's Money
- A Stranger in Camp
- The House of a Thousand Relations, de Harry Myers
- The Snow Girl
- We Should Worry for Auntie
- The Marble Heart, de George Lessey
- Copper
- The Suburban
- The Wolf of Debt

#### 1916
- The Pipe Dream, de Harry Myers
- Her Husband's Wife, de Ivan Abramson
- A Prince in a Pawnshop
- An Enemy to the King

#### 1917
- The Man of Mystery
- Intrigue, de John S. Robertson
- Arsene Lupin
- Clover's Rebellion, de Wilfrid North

#### 1919
- Mary Regan
- A Rogue's Romance, de James Young
- Hornet's Nest, de James Young
- The Wolf
- The Black Gate

#### 1920
- The Invisible Hand
- Hearts Are Trumps, de Rex Ingram

#### 1921
- Los cuatro jinetes del Apocalipsis, de Rex Ingram
- A Trip to Paradise, de Maxwell Karger

#### 1922
- Travelin' on
- The Curse of Drink
- The Strangers' Banquet, de Marshall Neilan

#### 1923
- Three Wise Fools, de King Vidor
- Barefoot Boy, de David Kirkland
- Her Reputation, de John Griffith Wray
- The Unknown Purple

#### 1924
- The Last of the Duanes
- Stepping Lively

#### 1925
- The Cloud Rider
- Jimmie's Millions
- Before Midnight, de John G. Adolfi y Henry Ginsberg *Don't
- The Prince of Pep

#### 1926/1927
- Bucking the Truth, de Milburn Morante (1926)
- The Dove, de Roland West (1927)

### Director
- The Meddler (1915)
- Blood Heritage
- Sunlight and Shadows
- Scorched Wings
- The Gift of the Magi (1917)

### Guionista
- Sunlight and Shadows